# حسين الماجري
حسين الماجري هو حقوقي، نقابي وناشط سياسي تونسي، ولد في 7 أوت 1955 ب قرية الزوارين من ولاية الكاف.
بدأ حياته السياسية في أواخر السبعينات كمعارض مستقل لنظام الحبيب بورقيبة قبل أن ينظم لحركة الديمقراطيين الاشتراكيين. تحمل مسؤوليات عديدة صلب الحركة حيث تدرج من منخرط شاب إلى عضو مجلس وطني إلى كاتب عام جامعة تونس إلى عضو المكتب السياسي. كما شغل منصب كاتب عام مساعد لنقابة البناء والأخشاب التابعة الاتحاد العام التونسي للشغل ومثل الاتحاد في عديد المؤتمرات العالمية والعربية والإفريقية.
كما انتمى الحسين الماجري إلى منظمة الرابطة التونسية لحقوق الإنسان وبسبب نشاطه السياسي والنقابي تعرض إلى الطرد من شغله كرئيس قسم بشركة باتيمان إضافة إلى المضايقات العائلية المتعددة أهمها سجن ابنه لمدة 5 سنوات ظلما وذلك من أجل الضغط عليه للحد من معارضته لنظام بن علي وحزبه ومن أجل إجباره على الانسحاب بما يعرف بمجموعة محمد مواعدة.
ترشح حسين الماجري لعضوية مجلس النواب مرتين لكن لم ينجح لعدم رضا السلطة عليه.
بعد المؤتمر التاسع لحركة الديمقراطيين الاشتراكيين تم انتخابه مجددا لعضوية المكتب السياسي.